# Liste jüdischer Kriegerdenkmale
In der Liste jüdischer Kriegerdenkmale werden Kriegerdenkmale aufgeführt, die für jüdische Soldaten errichtet wurden, die im Ersten Weltkrieg gefallen sind. 
- Jüdisches Kriegerdenkmal (Aub)
- Jüdisches Kriegerdenkmal (Bonn)[1]
- Jüdisches Kriegerdenkmal (Diespeck)
- Jüdisches Kriegerdenkmal (Eppingen)
- Jüdisches Kriegerdenkmal (Fürth)
- Jüdisches Kriegerdenkmal (Kleinbardorf)
- Jüdisches Kriegerdenkmal (Ludwigsburg)
- Jüdisches Kriegerdenkmal (Marktbreit)
- Jüdisches Kriegerdenkmal (Rödelsee)
- Jüdisches Kriegerdenkmal (Wien)
- Jüdisches Kriegerdenkmal (Worms)